# إيرل كاميرون (صحفي)
إيرل كاميرون هو صحفي كندي، ولد في 12 يونيو 1915 في موسجاو في كندا، وتوفي في 13 يناير 2005 في باري في كندا.